# Centrophorus westraliensis
Centrophorus westraliensis  (лат.) — вид хрящевых рыб рода короткошипых акул одноимённого семейства отряда катранообразных. Эти небольшие глубоководные акулы были обнаружены в восточной части Индийского океана на глубине до 750 м. Размножаются яйцеживорождением. Максимальная зарегистрированная длина — 90,9 см.

## Таксономия
Впервые вид научно описан в 2008 году. Голотип представляет собой самку длиной 90,9 см, пойманную у побережья Национального парка д'Антрекасто, Западная Австралия, на глубине 738—750 м в 1991 году. Паратипы: самка длиной 86,6 см, пойманная там же и тогда же; самка длиной 77,4 см, пойманная у острова Роттнест на глубине 640—670 м в 1991 году; самка длиной 41,4 см, пойманная в заливе Шарк на глубине 713—714 тогда же; самка длиной 78,9 см, пойманная на глубине 673 м в 1989 году у мыса Луин и неполовозрелый самец длиной 37,1 см, пойманный к северо-западу от Джералдтона на глубине 616 м в том же году.  Родовое название происходит от слов греч. κεντρωτός — «утыканный шипами» и греч. φορούν — «носить», а видовое дано по ареалу англ. West Australia — Западная Австралия.

## Ареал
Centrophorus westraliensis встречаются в восточной части Индийского океана у побережья Западной Австралии. Эти акулы держатся на материковом склоне на глубине от 616 до 750 м. 

## Описание
У Centrophorus westraliensis удлинённое тело и рыло. Расстояние от кончика рыла до основания второго спинного плавника равно 63,8—64,9 % от длины тела  и в 8,8—9,7 раз превышает расстояние от второго спинного до хвостового плавника. Расстояние от кончика рыла до основания первого спинного плавника равно 31,3—32,7 % от длины тела. Дистанция между спинными плавниками равна 20,3—21,5 % длины тела.  Голова длинная и довольно массивная, её длина составляет 23,2—24,7 от длины тела и в 3,1—3,2 раза превышает ширину рта. Ширина головы равна 11,7—12,8 % длины тела. Рыло вытянутое. Расстояние от кончика рыла до рта равно 10,9—12,4 % длины тела. Ширина рта равна 7,6—7,8 % длины тела. Грудные плавники довольно крупные, длина переднего края составляет 12,9—14,2 % длины тела и в 2,6—2,8 раз больше протяжённости основания. Длина хвостового плавника по дорсальному краю равна 17,4—20,2 % длины тела. Первый спинной плавник среднего размера, его высота составляет 5,5—6,4 % длины тела. У основания спинных плавников расположены крупные шипы. У молодых акул в передней части спинных плавников имеется отчётливое тёмное пятно, а на заднем верхнем крае — белая отметина. У взрослых акул тёмное пятно не так заметно, а белое превращается в узкую полоску по краю плавников. У самок и неполовозрелых самцов верхние зубы сильно скошены.  Верхние зубы намного меньше нижних . Кожу покрывают плоские, не перекрывающие друг друга плакоидные чешуйки с зазубренными краями. Количество позвонков  112—117.
Максимальная зарегистрированная длина составляет 90,9 см.

## Биология
Centrophorus westraliensis размножаются яйцеживорождением. Длина новорожденных около 30 см. Размер взрослых самок колеблется от 41,4 до 90,9, длина единственного известного неполовозрелого самца составляла 37,1 см.  

## Взаимодействие с человеком
Centrophorus westraliensis не представляют опасности для человека. Подобно прочим глубоководным акулам со схожим жизненным циклом они, вероятно, чувствительны к перелову. В ареале этих акул интенсивный рыбный промысел отсутствует. Международный союз охраны природы присвоил этому виду статус «Вызывающий наименьшие опасения».